# Recuva
Recuva är ett program som återställer filer om de skulle råkat raderas av misstag från hårddisken eller externa enheter såsom minneskort, USB-minnen och Ipods. Enheten söks igenom och en lista på vilka filer som kan återställas visas.

## Relaterat
- CCleaner
- Defraggler